# Elezioni presidenziali negli Stati Uniti d'America del 1904
Le elezioni presidenziali statunitensi del 1904 si svolsero l'8 novembre. La sfida oppose repubblicano Theodore Roosevelt e il candidato democratico Alton Brooks Parker. Roosevelt fu eletto presidente.
Entrambi i candidati dei partiti principali provenivano dallo stesso Stato (New York). Si trattava della prima volta nella storia degli Stati Uniti.

## Risultati
| Candidati                    | Candidati                     | Partiti                      | Voti       | %     | Delegati |
| Presidente                   | Vicepresidente                | Partiti                      | Voti       | %     | Delegati |
| ---------------------------- | ----------------------------- | ---------------------------- | ---------- | ----- | -------- |
| Theodore Roosevelt (NY)      | Charles Warren Fairbanks (IN) | Partito Repubblicano         | 7 630 457  | 56,42 | 336      |
| Alton Brooks Parker (NY)     | Henry Gassaway Davis (WV)     | Partito Democratico          | 5 083 880  | 37,59 | 140      |
| Eugene Victor Debs (IN)      | Benjamin Hanford (NY)         | Partito Socialista d'America | 402 810    | 2,98  | –        |
| Silas Comfort Swallow (PA)   | George W Carroll (TX)         | Partito Proibizionista       | 259 102    | 1,92  | –        |
| Thomas Edward Watson (GA)    | Thomas Henry Tibbles (NE)     | Partito Populista            | 114 070    | 0,84  | –        |
| Charles Hunter Corregan (NY) | William Wesley Cox (IL)       | Socialist Labor Party        | 33 454     | 0,25  | –        |
| Altri candidati              | -                             | -                            | 1 229      | 0,01  | –        |
| Totale                       | Totale                        | Totale                       | 13 525 002 | 100   | 476      |